# Paro simoni
Paro simoni là một loài nhện trong họ Linyphiidae.
Loài này thuộc chi Paro. Paro simoni được Lucien Berland miêu tả năm 1942.